# ヴィラクブレー空軍基地
ヴィラクブレー第107空軍基地（フランス語：Base aérienne 107 Villacoublay）は、フランス共和国イル＝ド＝フランス地域圏イヴリーヌ県ヴェリジー＝ヴィラクブレーに所在するフランス空軍の飛行場。

## 歴史
ヴィラクブレー基地は第二次世界大戦前にフランス空軍用の基地として建設された。対独戦中の1940年6月にナチス・ドイツ軍に攻撃され、その後ドイツ空軍の飛行場として使用される。配置部隊は第3航空艦隊の隷下部隊が置かれ、第55戦闘航空団は1940年6月21日から1941年6月16日まで、第27戦闘航空団は1940年6月から7月まで、第14偵察群は1940年11月から1941年5月まで、第5戦闘機学校は1941年6月から1943年2月24日まで、第105戦闘飛行隊は1943年2月25日から8月31日まで、第54戦闘飛行隊は1944年6月7日から9月5日まで展開した。これらの部隊はバトル・オブ・ブリテンに参加したりアメリカ陸軍航空軍第8空軍の迎撃に出ている。
1943年初頭から1944年にかけて第8空軍と第15空軍の重爆撃機により数度にわたり爆撃されている。
1944年8月27日にノルマンディーから上陸した連合国軍地上部隊によって占領される。直ちにアメリカ陸軍航空軍第4工兵軍団第818工兵航空大隊によって修復工事が開始される。8月30日には第9空軍の戦闘飛行場に指定される。直後、第48戦闘機群が飛来した。戦闘部隊は連合国軍の前進に合わせ東へ移動し、ヴィラクブレー基地は第370航空業務群や他の部隊が残り戦闘機の補充と整備の基地として機能する。
戦後はアメリカ軍管理下のヴィラクブレー空軍基地として指定され在欧米空軍第314部隊輸送群の輸送基地として利用される。その後、1946年8月31日までにフランス空軍に返還されている。
現在は戦時中までの11/29方向の滑走路は閉鎖され、新たに09/27方向東西1,800メートルの滑走路が駐機場や格納庫とともに開設されており、フランス軍の中核的航空基地および北大西洋条約機構の基地として機能している。

## 配置部隊
- フランス空軍
  - 訓練・要人輸送飛行隊（ETEC、共和国大統領および政府要人の輸送を担当している）
  - 第67航空団第3ヘリコプター飛行隊「パリジー」
  - 第06.560飛行隊「エタンプ」（ESA、衛生救難）
  - 航空技術支援隊（ESTA）
- 統合部隊
  - 特殊作戦司令部（COS）
  - 中央爆発物処理隊（fr:Echelon central NEDEX）
  - 統合ヘリコプター群（GIH） - 陸軍ヘリコプター部隊やフランス国家憲兵隊治安介入部隊やフランス国家警察特別介入部隊向けの統合部隊。
  - 統合情報システム基盤ネットワーク局傘下の通信隊
- 他軍種
  - 陸軍軽航空集団（COMALAT）
  - 国家憲兵隊航空訓練中央群